# Josip Bitežnik
Josip Bitežnik (tudi Jože Bitežnik), slovenski pravnik in politik, * 29. maj 1891, Solkan, † 22. december 1960, Gorica.

## Življenje in delo
Po končani ljudski šoli v rojstnem kraju in gimnaziji v Gorici je v Gradcu in na Dunaju študiral pravo. Leta 1914 je bil vpoklican k vojakom in bil 1916 na galicijski fronti zajet. V ruskem ujetništvu je bil do leta 1919. Leta 1920 je v Zagrebu doktoriral, leta 1921 pa se je vrnil v Gorico. V desetletju 1921-1931 je v okviru krščanskosocialne organizacije razvil bogato dejavnost. Kot Krekov učenec se je posvetil socialnogospodarskim vprašanjem na Goriškem. Sodeloval je v katoliškem tiskovnem društvu, Zadružni zvezi in Prosvetni zvezi v Gorici, ter bil tajnik Kmečko-delavske zveze. Ko so 1922 nastala nesoglasja v političnem društvu Edinost v Trstu, so Goričani osnovali samostojno politično društvo Edinost za Goriško in izvolili Bitežnika za tajnika. Leta 1924 je na slovenski listi kandidiral za italijanski parlament. Na državnozborskih volilnih shodih je kot govornik »gromovnik« navduševal množice. Leta 1930, ko je fašizem onemogočil sleherno slovensko dejavnost, se je umaknil na Dunaj, kjer je več let sodeloval pri reševanju evropskih manjšinskih vprašanj. Leta 1937 je odšel v Kraljevino Jugoslavijo in nadaljeval s svojim delom sprva v Mariboru (1937-1939), zatem v Ljubljani (1939-1941) in Beogradu (1941-1945). Med drugo svetovno vojno je bil povezan z organizirano skupino predstavnikov slovenskega katoliškega političnega tabora v Beogradu. Iz Beograda se je po osvoboditvi vrnil v Ljubljano in leta 1946 odšel v Gorico. Zadnja leta se je posvetil mladini. Kot profesor je poučeval slovenščino sprva na višji, nato pa na nižji gimnaziji. Postopoma je začel ponovno politično delovati v okviru Slovenske krščanske socialistične zveze v Trstu.